# 疏花蔷薇
疏花蔷薇（学名：Rosa laxa）为蔷薇科蔷薇属下的一个种。

## 扩展阅读
- 維基物種上的相關：疏花蔷薇